# برتامينا
برتامينا هي شركة للنفط والغاز الطبيعي والتعدين الإندونيسية المملوكة للدولة مقرها في جاكرتا. أنشئت في أغسطس عام 1968 من قبل اندماج برتامين (أنشئت عام 1961) و برمينا (أنشئت عام 1957). الشركة حاليا (2013) ثاني أكبر منتج للنفط الخام في اندونيسيا خلف مقرها في الولايات المتحدة الأمريكية شيفرون المحيط الهادئ إندونيسيا.
في عام 2013 للمرة الأولى، برتامينا حصلت على المرتبة 122 في فورتشن جلوبال 500 (قائمة الشركات مع الإيرادات) بلغ مجموعها 70.9 مليار دولار،  برتامينا هو أيضا الشركة الوحيدة الإندونيسية التي تكون واردة في القائمة.

## مرافق

### المصافي

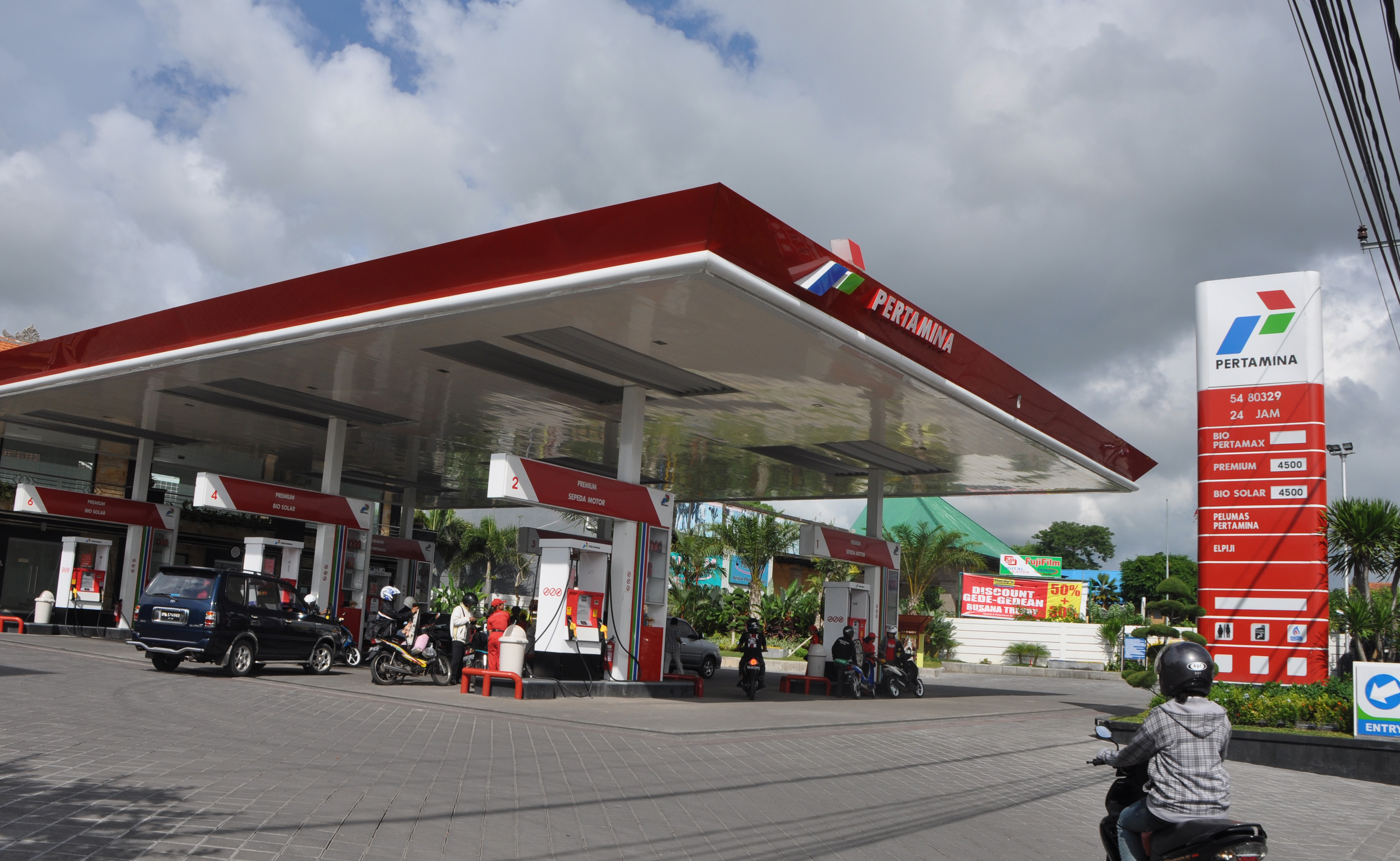
محطة وقود بيرتامينا في اندونيسيا

لم تصنع بيرتامينا أي مصافي جديدة منذ أن تم افتتاح مصفاة بالونجان في جاوة الغربية في منتصف التسعينيات.
وقعت شركة بي تي تي العامة المحدودة و برتامينا شراكة لبناء مجمع بتروكيماويات جديد في إندونيسيا بتكلفة تقديرية تتراوح بين 4 و 5 مليارات دولار أمريكي.
تمتلك ( برتامينا ) حاليًا (2013) ست مصافي لتكرير النفط بطاقة إجمالية مجمعة تبلغ حوالي مليون برميل يوميًا (برميل من النفط يوميًا):
| لا | وحدة التكرير (RU) | وحدة          | المحافظة           | سعة <br/> انت bopd <br/> |
| -- | ----------------- | ------------- | ------------------ | ------------------------ |
| 1  | رو الثاني         | دوماي         | رياو               | 127                      |
| 2  | رو الثالث         | بلاجو (موسي)  | سومطرة الجنوبية    | 127                      |
| 3  | رو الرابع         | سيلاكاب       | جاوة الوسطى        | 348                      |
| 4  | رو الخامس         | باليكبابان    | كاليمانتان الشرقية | 260                      |
| 5  | رو السادس         | بالونجان      | يافا الغربيه       | 125                      |
| 6  | رو السابع         | قاسم / سورونغ | بابوا الغربية      | 10                       |
|    | مجموع             |               |                    | 997                      |

المصدر: وزارة الطاقة والموارد الإندونيسية، كتيب إحصاءات الطاقة والإحصاءات الاقتصادية لعام 2012 في إندونيسيا . 
( ملاحظة. وفقًا للمعايير العالمية، لا تعد أي من مصافي التكرير في إندونيسيا كبيرة. وتبلغ الطاقة الإنتاجية لأكبر مصفاة في العالم، في جامناجار في الهند، أكثر من 1200000 برميل في اليوم. كقاعدة عامة، تحتاج المصافي إلى إنتاج 200000 برميل في اليوم على الأقل للوصول إلى معايير كفاءة دولية معقولة. ) 
هناك العديد من المصافي الأخرى في إندونيسيا والتي تتحمل شركة برتامينا مسؤوليات عنها:
| لا | وحدة              | المحافظة    | سعة السعة بالبرميل bopd <br/> |
| -- | ----------------- | ----------- | ----------------------------- |
| 1  | سونجي باكينج      | رياو        | 50                            |
| 2  | بانجكالان براندان | شمال سومطرة | 5                             |
| 3  | سيبو              | جاوة الوسطى | 4                             |
| 4  | توبان (TPPI)      | جافا الشرق  | 100                           |

المصدر: وزارة الطاقة والموارد الإندونيسية، كتيب إحصاءات الطاقة والإحصاءات الاقتصادية لعام 2012 في إندونيسيا .
بالإضافة إلى المصافي التي تمتلكها برتامينا ، استثمرت في شركتين عاملتين تديران الإنتاج من مصانع الغاز الطبيعي المسال.
- برتامينا بيداك إل إن جي تعمل للغاز الطبيعي المسال مصنع في بونتانغ ، كاليمانتان الشرقية، مع 8 قطارات ذات سعة إجمالية تبلغ 22.5 مليون طن سنويا.
- بي تي دونجي سينورو إل إن جي في مقاطعة سولاويزي الوسطى، مع قطار واحد بسعة مليوني طن في السنة.[13]

برتامينا كما استثمرت في PT ارون 6 للغاز الطبيعي المسال بالقرب لوكسوماوي, آتشيه الذي كان إجمالي الطاقة الإنتاجية إلى 12.5 مليون طن سنويا. أنها أغلقت بسبب عدم وجود تغذية الغاز في عام 2014 ، والآن ارون تستخدم محطة استيراد الغاز الطبيعي المسال.
خلال عام 2012 وأوائل عام 2013 ، تم الإعلان عن عدة مرات أن هناك خططًا لبناء مصافين كبيرتين لتكرير الوقود، تبلغ طاقة كل منهما حوالي 300000 برميل يوميًا، ربما في بالونجان وجاوة الغربية (أو بدلاً من ذلك في بونتانغ وشرق كاليمانتان) و في توبان، جاوة الشرقية. تم التخطيط لإنشاء أول منشأة من قبل برتامينا بالشراكة مع شركة البترول الكويتية ، بينما من المتوقع أن يتم بناء المنشأة الثانية بالتعاون مع شركة أرامكو السعودية . وكان من المتوقع أن يصل إجمالي الاستثمار إلى حوالي 20 مليار دولار. كانت إحدى المشكلات الرئيسية التي تعيق الاتفاق على بناء المصافي هي مسألة تقديم تنازلات مالية للمستثمرين الأجانب. في النهاية، في سبتمبر 2013 ، تم الإعلان عن إلغاء خطط المصفاة الأولى. في الوقت نفسه، قالت الحكومة إن هناك خططًا لمشروع مصفاة آخر سيتم بناؤه بواسطة شركة برتامينا فقط وبتمويل من الدولة. كان من المتوقع أن يتم توريد النفط الخام لهذا المشروع البديل من العراق. في انتظار مزيد من التقدم في هذه الخطط الاستثمارية الكبيرة، أعلنت شركة بيرتامينا (أواخر 2014) عن خطط لتطوير المصافي الحالية لإضافة حوالي 500000 برميل في اليوم إلى طاقة التكرير الحالية لشركة بيرتامينا والتي تبلغ حوالي مليون برميل في اليوم.
برتامينا لديها أيضا اثنين من احتياطي الغاز وشركة البتروكيماويات. تشمل منتجات بيرتامينا مجموعة كبيرة ومتنوعة من الوقود والمواد الكيميائية والمواد المضافة ومنتجات البيع بالتجزئة.

### محطات الوقود
برتامينا هي أكبر شبكة توزيع للمنتجات البترولية ( محطات الوقود ، إلخ) في إندونيسيا. [بحاجة لمصدر]

### برايت راحة المتجر
جنبا إلى جنب مع محطات الوقود، لديها أيضا سلسلة متاجر، متكاملة مع محطات الوقود الخاصة بهم. يخضع تطوير المتاجر والمقاهي في برايت لحكم بيرتامينا للتجزئة.

## الشركات التابعة
هذه 27 شركة تابعة لشركة بيرتامينا استنادًا إلى التقرير السنوي لشركة بيرتامينا 2016.
- برتامينا إي بي
- غاز بيرتامينا
- بيرتامينا الطاقة الحرارية الأرضية
- برتامينا إي بي سيبو
- بيرتامينا لخدمات الحفر اندونيسيا
- بيرتامينا هولو للطاقة
- برتامينا إي بي الدولية

- برتامينا إيه بي سيبو أيه دي كيه

- شركة كونوكو فيليبس الجزائر المحدودة

- بيرتامينا باور اندونيسيا
- بيرتامينا باترا نياجا
- بيرتامينا ترانس كونتيننتال
- بيرتامينا التجزئة
- مواد تشحيم بيرتامينا
- بيرتامينا إنترناسيونال للشحن
- بيرتامينا للتدريب والاستشارات
- باترا جاسا
- توغو براتاما اندونيسيا
- بيرتامينا بينا ميديكا
- بيليتا للخدمات الجوية
- بيرتامينا دانا فينتورا
- النوسة، تبك.
- برتامينا الدولية تيمور .
- بيرتامينا هولو اندونيسيا
- برتامينا الشرق ناتونا
- بيرتامينا للطاقة للتجارة المحدودة
- بيرتامينا إي أند بي ليبيا

بيانات 2016:
- إجمالي المبيعات: 36.5 مليار دولار
- الربح الإجمالي: 8.5 مليار دولار
- صافي الربح: 3.2 مليار دولار

المصدر: موقع بيرتامينا، التقارير السنوية .

## الرعاية الرياضية
ريو هاريانتو، أول اندونيسي سائق الفورمولا واحد ، وبرعاية برتامينا طوال حياته المهنية الإعدادية ولعب دورا محوريا في تأمين مساعيه مع مانور سباق فريق في عام 2016. كما ترعى الشركة فريق الفورمولا 2 آردن من خلال سائقها الإندونيسي شون جيليل، فضلاً عن كونه الداعم الرئيسي لبطولة لامبورغيني سوبر تروفيو آسيا. قامت برتامينا برعاية عملاق السيارات الإيطالي لامبورغيني منذ عام 2015.

## روابط خارجية
- الموقع الرسمي
 (بالإندونيسية) (بالإنجليزية)